# Mycodrosophila scotos
Mycodrosophila scotos är en tvåvingeart som beskrevs av Bock 1980. Mycodrosophila scotos ingår i släktet Mycodrosophila och familjen daggflugor. Inga underarter finns listade i Catalogue of Life.